# Oldonyowass
Oldonyowass (auch Oldonyowas oder Oldonyowasi) ist ein Verwaltungsbezirk (Ward) des Distrikts Arusha DC in der tansanischen Region Arusha.

## Geografie
Oldonyowass liegt im Norden von Tansania, nördlich des Mount Meru. Der Bezirk grenzt im Osten an den Bezirk Ngabobo, im Südosten an Uwiro, im Süden an den Arusha-Nationalpark, im Westen an den Bezirk Oldonyosambu und im Norden an die beiden Bezirke Engikaret und Tingatinga des Distrikts Longido.
Der Bezirk hat eine Fläche von 169 Quadratkilometern. Bei der Volkszählung 2022 lebten hier 11.905 Menschen in 2889 Haushalten.

## Gliederung
Der Bezirk besteht aus vier Gemeinden (Mtaa) mit 13 Orten (Kitongoji):
| Oldonyowass - Sura - Oldonyowass - Mareu - Sokoni | Losinoni - Paturumani - Engedeko - Lesakartata | Engutukoit - Engutukoit - Esirale - Madebe - Kaanani | Losinoni Juu - Losinoni Juu - Namerok |

## Wirtschaft und Infrastruktur
- Landwirtschaft: Die Haupteinnahmequelle der Bevölkerung ist die Viehzucht mit ihrem Verkauf von Tierprodukten.[7]
- Gesundheit: Im Bezirk gibt es zwei staatliche Apotheken, je eine in den Gemeinden Losinoni[8] und Losinoni Juu.[9]
- Bildung: Die Oldonyowass Secondary School und die Losinoni Secondary School sind staatliche weiterführende Schulen, die Jugendliche bis zur 4. Stufe ausbilden.[10]